# Rodney Williams (baloncestista)
Rodney Williams, Jr. (Minneapolis, Minnesota, 23 de julio de 1991) es un exbaloncestista estadounidense. Con 2,01 metros de estatura, jugaba en la posición de alero.

## Trayectoria deportiva

### Universidad
Jugó cuatro temporadas en los Golden Gophers de la Universidad de Minnesota, en las que promedió 8,5 puntos, 4,0 rebotes y 1,5 asistencias por partido, Acabó su carrera con 1.145 puntos, la 28ª mejor marca de la historia de la universidad. Es además el jugador que más partidos ha disputado en la historia de los Gophers, con 134.

### Profesional
Tras no ser elegido en el Draft de la NBA de 2013, se unió a los Philadelphia 76ers para disputar las Ligas de Verano de la NBA, con los que firmó el 27 de septiembre para disputar la pretemporada. pero fue despedido antes del comienzo de la temporada. Pocos días más tarde fue adquirido por los Delaware 87ers de la NBA D-League como afiliado de los Sixers. Jugó una temporada en la que promedió 9,7 puntos y 2,8 rebotes por partido.
El 11 de agosto de 2014 fichó por el Eisbären Bremerhaven por un presiodo de prueba de tres semanas, pero fue finalmente descartado. El 21 de enero de 2015 fue readquirido por los Delaware 87ers, y tres días más tarde fue traspasado a los Oklahoma City Blue a cambio de una futura tercera ronda del Draft de la NBA D-League. Acabó la temporada promediando 4,1 puntos y 1,4 rebotes por partido.
El 31 de octubre de 2016 fue adquirido por los Greensboro Swarm.